# Безнационализм
Безнационали́зм или антинационали́зм (эсп. Sennaciismo) — политико-культурная доктрина, главными целями которой согласно «Манифесту безнационалистов» являются:
1. Исчезновение всех стран, рассматриваемых как независимые суверенные союзы, и создание единого общепланетарного государства.
2. Единая система мирового хозяйства и рациональное использование всей энергии и ресурсов на благо всех людей планеты.
3. Унификация всех систем мер и весов.
4. Употребление безнационального языка (эсперанто) с целью его превращения в единственный язык общемировой культуры.

Зарождённый в рамках «Всемирной вненациональной ассоциации» (эсп. Sennacieca Asocio Tutmonda, SAT) безнационализм не признан как официальная идеология SAT. Создатель и основной пропагандист безнационализма — французский эсперантист, основатель SAT Эжен Ланти.

## История

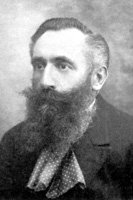
Эжен Ланти — основной инициатор безнационализма

В рамках созданной в 1921 году SAT рождается безнационализм. В первые годы эсперантисты имеют лишь общее представление о новой идеологии и некоторые воспринимают её как неточную внутреннюю идею эсперанто. Позже начинают формироваться всё более чёткие очертания идеологии благодаря написанным о ней статьям Эжена Ланти и книги 1924 года эсперантиста из Украины Виктора Колчинского « А. Б. В. безнационализма» (эсп. «A.B.C. de Sennaciismo»). В 1928 году Ланти публикует брошюру «Рабочий Эсперантизм» (эсп. La Laborista Esperantismo), в котором одна глава полностью посвящена безнационализму.
Во время кризиса SAT в 1929 году, когда советские эсперантисты отъединились от ассоциации, идеология безнационализма использовалась ими как аргумент в пользу того, что политика SAT была охарактеризована как контрреволюционная. В поддержку безнационализма и критику марксистского интернационализма в 1931 году выходит «Манифест безнационалистов» (эсп. Manifesto de la Sennaciistoj), написанный анонимно Эженом Ланти.
Безнационализм не был принят всеми членами SAT, и сторонники идеологии объединились в самостоятельную фракцию, выпуская более-менее регулярно «Безнационалистический бюллетень» (эсп. Sennaciista Bulteno). Вторая мировая война прервала деятельность фракции, однако в 1948 году она была возобновлена, благодаря чему в частности вышли два новых издания «Манифеста Безнационалистов» 1951 и 1971 годов.
В 1978 году на конгрессе SAT во французском муниципалитете Лектур департамента Жер, несмотря на возражения фракции, была принята резолюция, нарушающая принципы безнационализма. В частности в ней было утверждено:

Сохранение национальных языков и культур связано с борьбой за новый социальный порядок, следовательно это часть общего стремления членов SAT к справедливости и индивидуальной свободе.
Оригинальный текст (эсп.)La konservado de gentaj lingvo kaj kulturo estas ligita kun la lukto por nova sociordo, sekve unu ero en la strebado ĝenerala de SAT-anoj al justo kaj individua libero.

В 2001 году на конгрессе SAT в Надьканиже принята «Декларация о безнационализме» (эсп. Deklaracio pri Sennaciismo). Её призыв выражается в том, чтобы члены фракции приучали своих ближних к вненациональному способу мышления, чувства и действия.

## Идеология
Идеология безнационализма во многом формировалась в полемике и дебатах членов SAT. Статьи, небольшие книги, документы, издаваемые фракцией безнационалистов SAT раскрывают разные стороны безнационализма, его отношения к национализму, интернационализму, марксизму, эсперанто.

### Национализм и патриотизм
Безнационализм — прямая противоположность национализма. Именно против национализма направлена основная критика безнационалистов. В «Манифесте безнационалистов» указано, что «нация — это созданный аппарат из мощной алчности, ревности, ненависти и глупости, которую использует монарх, диктатор, партия или класс, для приобретения славы, почёта, хорошего положения за счёт ущерба великого множества частичек аппарата, то есть простых граждан».
Не меньше достаётся и чувству патриотичности: «Патриотизм — это самая современная и сильная из всех религий. Используя её, руководители национальных структур достигают того, что добрые, миролюбивые люди становятся палачами, …уничтожают продукты человеческого труда и ведут себя как сумасшедшие или дикие звери».
Борьба за национальную независимость рассматривается как пустая трата энергии и человеческих жизней. Основная борьба человечества — классовая борьба. Конечный итог этой борьбы — победа пролетариата и установление бесклассовости человечества. Именно пролетариат — «наиболее пригодная почва для рассеивания идей безнационализма». В этом аспекте безнационализм абсолютно согласуется с марксизмом.

### Интернационализм
Идея Карла Каутского о необходимости совмещения единого мирового языка с политикой интернационализма близка к безнационализму. Однако такая формула не совсем точна, так как существуют определённое отличие между интернационализмом и безнационализмом: в первом случае предполагается наличие различных наций, во втором — категорическое отрицание такого наличия. Это приводит к тому, что в рамках безнационализма стираются главные национальные признаки: «Национальные языки, национальные культуры и другие национальные предметы поклонения должны полностью исчезнуть, или, по крайней мере, сделаться архаизмами…». Особым доводом безнационалистов в единонациональности всех людей служит всеобщее смешение национальной крови и в результате чего «евреи из Кракова и Варшавы более евреи, чем те, кто в Иерусалиме». Также безнациональный характер носят обращения папы римского ко всем людям как к единой пастве.
Страны должны перестать существовать. Вместо них будет образована единое общепланетарное государство. Такое объединение подобно США, где сожительствуют великое множество национальностей, однако все они называются американцами.

### Эсперанто
Единый мировой язык для безнационалистов — очень важный фактор в реализации их идей. Хотя это «недостаточное условие, для того, чтобы люди побратались между собой, но оно однако непременно необходимое».
Эсперанто, в отличие от традиционной эсперанто-среды, рассматривается не как вспомогательный язык межкультурного общения, а как основной язык общения безнационалистов. Эсперанто необходимо преподавать в учебных заведениях для того, чтобы способствовать развитию безнациональной мировой культуры. Именно в среде эсперантистов не просто зародился безнационализм, а фактически только в ней он и может распространяться. Характерным является призыв Ланти в «Манифесте безнационалистов»:

Изучи эсперанто! Эсперантисты, безнационализируйтесь!
Оригинальный текст (эсп.)Lernu esperanton! Esperantistoj sennacieciĝu!

Убеждения вненационалистов основаны на здравом смысле, «единственной пригодной базе, на которой может быть установлена всемирная культура». Потому и эсперанто как искусственно созданный язык предпочтительнее национальных:

Национальные языки похожи на комнату, где беспорядочно лежат красивые объекты: эсперанто похож на ту же комнату, но в которой всё там в прекрасном порядке.
Оригинальный текст (эсп.)La naciaj lingvoj iel similas al ĉambro kie kuŝas senorde belaj objektoj: esperanto similas al la sama ejo, post kiam ĉio estas tie bonordigita.

### Безнационалист
Ланти приводит в «Манифесте безнационалистов» два определения того, кто является безнационалистом, в зависимости от его активности и преданности идеям. Для этого тонкого различия он использует суффиксы -ist- и -ul-:
Sennaciisto — человек, который одобряет и пропагандирует безнационализм, и абсолютно не годный как материал для производства национального аппарата.
Sennaciulo — человек, который:
- не просто одобряет безнационализм, но кроме того который не имеет предпочтения в стране, в которой рождён и гражданином которой юридически является.
- имеет друзей во всех частях мира.
- умеет лучше разговаривать на эсперанто, чем на своём родном языке.

Безнационалисты никаким образом не навязывают свою идеологию ни членам SAT, ни кому-либо другому. Своим антиподом они называют обывателя, человека с ограниченным кругозором.

## Ссылка

### Органы
- Официальный сайт SAT (эсп.)
- Безнационалистическая фракция SAT (эсп.)

### Документы
- А. Б. В. безнационализма (эсп.)
- Декларация о безнационализме (эсп.)
- Манифест безнационалистов и документы о безнационализме (эсп.)
- Рабочий эсперантизм (эсп.)

### Другое
- Прадо Б. К. Что такое анационализм?
- И. В. Симонов / Э. Ланти : «Безнационализм», Эсперантизм, Антидогматизм